# Thali(I) iodide
Thali(I) iodide là một hợp chất vô cơ với công thức hóa học TlI. Nó là một trong số ít các iodide kim loại không tan trong nước, cùng với AgI, SnI2, SnI4, PbI2 và HgI2.

## Điều chế
TlI có thể được hình thành trong dung dịch nước khi cho bất cứ muối thali(I) nào hòa tan với muối iodide. Nó cũng được hình thành như là một sản phẩm phụ khi cho phenol tác dụng với thali(I) acetat.

## Tính chất vật lý
Ở nhiệt độ phòng, TlI có màu vàng và có cấu trúc thuộc hệ tinh thể trực thoi có thể được coi là cấu trúc NaCl bị méo mó. Hình dạng méo mó được cho là do tương tác liên kết Tl–Tl, khoảng cách Tl–Tl gần nhất là 383 pm. Ở 175 ℃, dạng màu vàng biến đổi thành dạng màu đỏ. Quá trình chuyển đổi giai đoạn này được đi kèm với khoảng hai bậc tăng cường độ dẫn điện. Cấu trúc CsI có thể ổn định đến nhiệt độ phòng bằng cách pha tạp TlI với các iodide khác như RbI, CsI, KI, AgI, TlBr và TlCl. Do đó, sự có mặt của các tạp chất có thể giúp cho sự tồn tại của các khối TlI và hình thoi ở xung quanh. Dưới áp lực cao, 160 kbar, TlI trở thành một chất dẫn điện. Các màng mỏng TlI nanomet phát triển trên các chất nền LiF, NaCl hoặc KBr thể hiện cấu trúc đá khối.

## Ứng dụng
Thali(I) iodide được thêm vào bóng đèn hồ quang thủy ngân để cải thiện hiệu suất của chúng. Ánh sáng được tạo ra nằm chủ yếu trong vùng xanh lá cây của ánh sáng nhìn thấy được và ít bị hấp thụ bởi nước, do đó chúng được sử dụng để chiếu sáng dưới nước.
Thali(I) iodide cũng được dùng để pha tạp trong các tinh thể nháp nháy NaI hoặc CsI với hàm lượng rất nhỏ để tạo ra các thiết bị ghi đo bức xạ.

## An toàn
Giống như tất cả các hợp chất tali khác, tali(I) iodide là chất rất độc.

## Hợp chất khác
TlI còn tạo một số hợp chất với CS(NH2)2, như TlI·6CS(NH2)2 là tinh thể không màu, nóng chảy ở 187–190 °C (369–374 °F; 460–463 K).